# Brogues

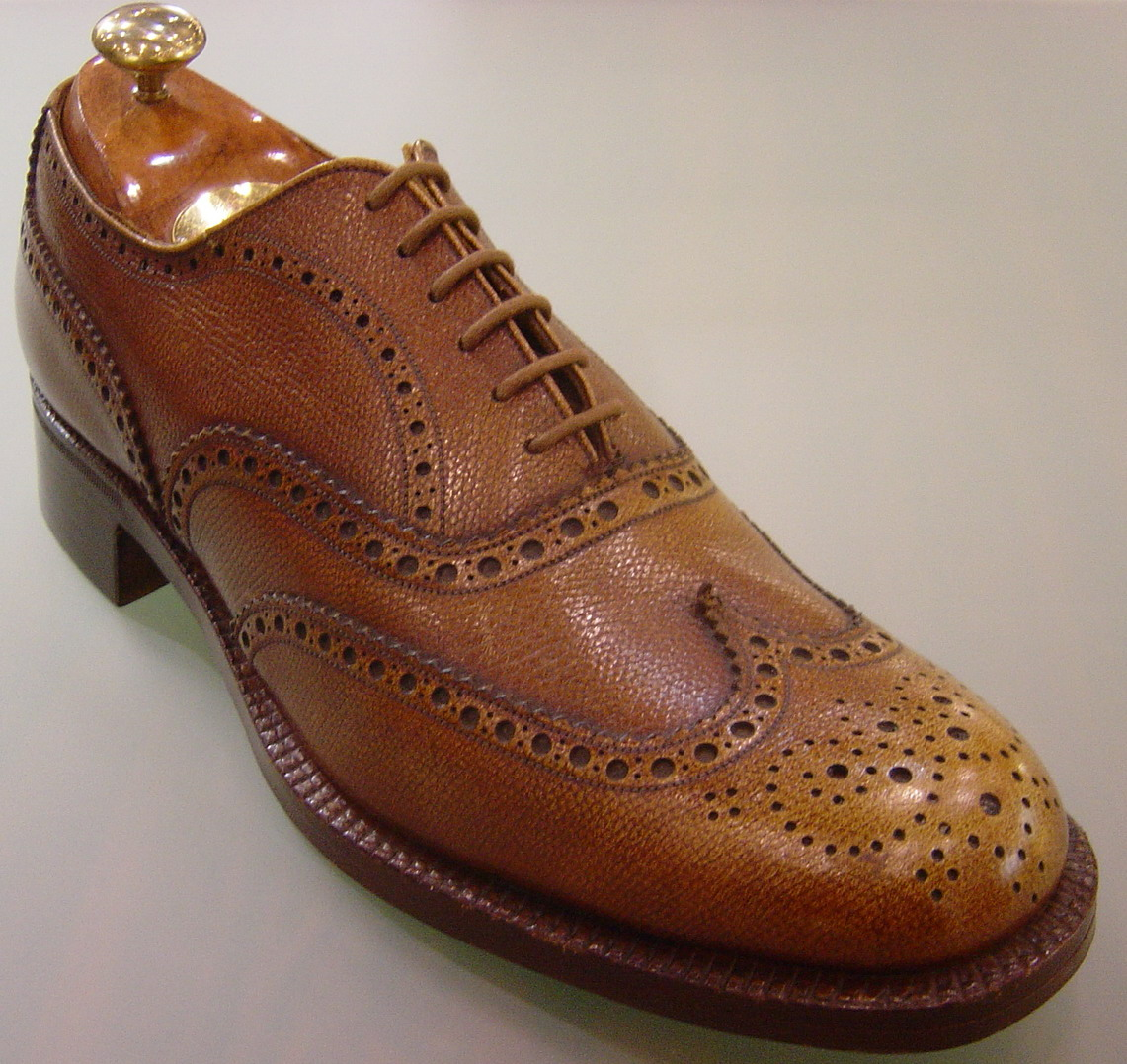
En broguessko med skoblock för att bibehålla skons form.

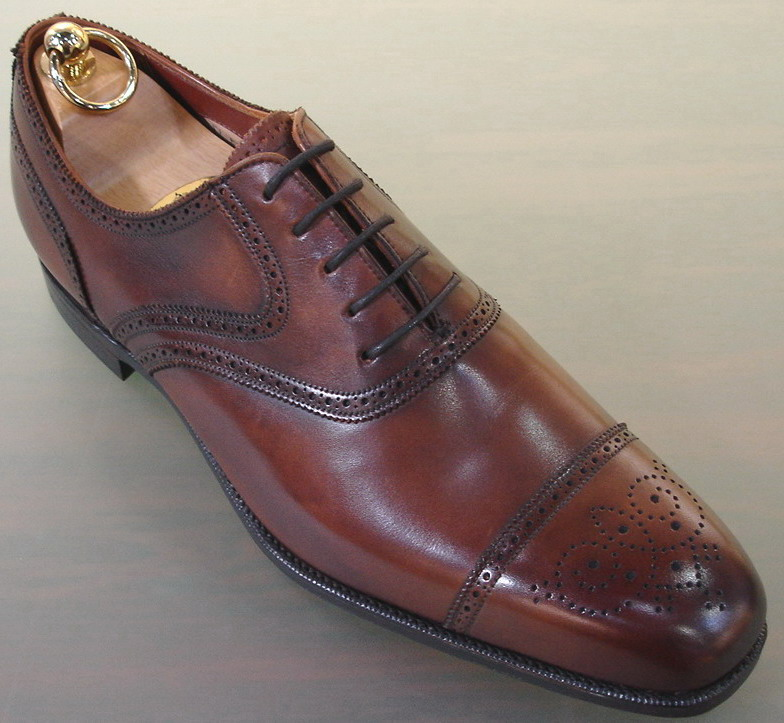
En så kallad halvbrogues.

Brogues eller brog är från början det fornnordiska ordet för fotläder, benläder eller sko. Ordet följde med vikingarna till Irland och Skottland på 800-talet där det integrerades i keltiskan och sedan lånades in i engelskan.
Idag refererar "brogues" till skor med en perforerad tåhätta i form av ett W. På amerikansk engelska kallas detta för "wingtips". Perforeringen är ofta utformad som ett bockhuvud eller spegelvända svanhuvuden. Historiskt sett ansågs brogues vara landsortsskor och mindre formella än Oxfordskor, men modet har utvecklats och många Oxfordskor har nu brogues eller så kallade halvbrogues, med perforering i tån men utan den traditionella W-tåhättan.